# エチルアミン
エチルアミン（英: ethylamine）は有機化合物の一種で、第一級アミン。別名をモノエチルアミン。強いアンモニア臭を呈し、ほとんどの溶媒に可溶で弱い塩基性を持つ。工業化学や有機合成の原料として広く用いられる。

## 合成
実験室においてエチルアミンはエチレンとアンモニアに触媒を作用させて合成することができる。
{\displaystyle {\ce {H2C\ = CH2\  + NH3 -> CH3CH2NH2}}}
やはり適切な触媒のもと、アセトアルデヒドの還元的アミノ化によっても合成される。
{\displaystyle {\ce {CH3CHO\ + NH3\ + H2 -> CH3CH2NH2}}}

## 反応
エチルアミンと塩化スルフリルからスルホンジアミドとし、そこへ次亜塩素酸ナトリウムによる酸化を施すとジエチルジアゼンが得られる。
{\displaystyle {\ce {{CH3CH2NH2}+ SO2Cl2 -> (CH3CH2NH)2SO2}}}
{\displaystyle {\ce {{(CH3CH2NH)2SO2}+ NaOCl -> CH3CH2N=NCH2CH3}}}

## バーチ還元
エチルアミンに金属リチウムを溶かし込むと、イオン性の錯体 [Li(amine)4]+（amine = エチルアミン）と溶媒和電子が発生する。そこからエチルアミンを留去するとまた金属リチウムに戻る。溶媒和電子を含むエチルアミン溶液は、ナフタレンやアルキンなどの不飽和化合物をバーチ還元により水素化することができる。

## 用途
医薬品、染料の中間体、ゴム薬品、除草剤、界面活性剤、塗料などの原料として幅広く利用される。

## 法規制
引火点は-17℃と低く、日本の消防法では危険物第4類特殊引火物に該当する。